# Виборчий округ 134
Виборчий округ 134 — виборчий округ в Одеській області. В сучасному вигляді був утворений 28 квітня 2012 постановою ЦВК №82 (до цього моменту існувала інша система виборчих округів). Окружна виборча комісія цього округу розташовується в будівлі Хаджибейської районної адміністрації Одеської міської ради за адресою м. Одеса, вул. Генерала Петрова, 22.
До складу округу входить частина Хаджибейського району (мікрорайони Хлібне містечко та Селище Зор) міста Одеса. Виборчий округ 134 межує з округом 136 на півночі, з округом 135 на сході, з округом 133 на південному сході та з округом 140 з усіх інших сторін. Виборчий округ №134 складається з виборчих дільниць під номерами 511159-511218, 511220, 511222-511244, 511447 та 511450.

## Народні депутати від округу
| Ім'я                           | Фото | Партія               | Скликання | Дата набуття повноважень | Дата припинення повноважень |
| ------------------------------ | ---- | -------------------- | --------- | ------------------------ | --------------------------- |
| Гриневецький Сергій Рафаїлович |      | Народна партія       | 7-ме      | 12 грудня 2012           | 27 листопада 2014           |
| Чекіта Геннадій Леонідович     |      | Блок Петра Порошенка | 8-ме      | 27 листопада 2014        | 29 серпня 2019              |
| Колєв Олег Вікторович          |      | Слуга народу         | 9-те      | 29 серпня 2019           |                             |

## Результати виборів

### Парламентські

#### 2019
Кандидати-мажоритарники:
- Колєв Олег Вікторович (Слуга народу)
- Червоненко Євген Альфредович (самовисування)
- Чекіта Геннадій Леонідович (самовисування)
- Фірсенко Максим Васильович (Партія Шарія)
- Корнієнко Володимир Олександрович (самовисування)
- Іванкевич Анатолій Валерійович (самовисування)
- Звягін Олег Сергійович (Європейська Солідарність)
- Богаченко Наталія Валеріївна (Голос)
- Хороших Володимир Леонідович (Батьківщина)
- Кавун Анатолій Валентинович (самовисування)
- Адзеленко Олександр Васильович (самовисування)
- Роговська Яна Валерьянівна (самовисування)
- Молодцова Олена Вікторівна (самовисування)
- Євчук Тетяна Володимирівна (самовисування)
- Щамбура Денис Володимирович (самовисування)
- Марухняк Мар'яна Богданівна (самовисування)
- Мошковський Георгій Володимирович (Свідома нація)
- Шутова Марина Аркадіївна (самовисування)
- Гергель Андрій Миколайович (самовисування)
- Вайвала Володимир Володимирович (самовисування)

#### 2014
Кандидати-мажоритарники:
- Чекіта Геннадій Леонідович (Блок Петра Порошенка)
- Шеремет Олександр Геннадійович (Сильна Україна)
- Орлов Олександр Віталійович (Опозиційний блок)
- Соколов Михайло Юрійович (Народний фронт)
- Хворостенко Михайло Петрович (Комуністична партія України)
- Роговський Дмитро Володимирович (Правий сектор)
- Хороших Володимир Леонідович (Батьківщина)
- Афанасьєва Таміла Володимирівна (Ліберальна партія України)
- Форостяк Руслан Миронович (Воля)
- Романчук Юлія Олександрівна (самовисування)
- Кулік Ірина Анатоліївна (самовисування)
- Русєва Ольга Миколаївна (Блок лівих сил України)
- Каптусарова Наталя Олександрівна (самовисування)
- Верещак Сергій Михайлович (самовисування)
- Їжаківський Іван Іванович (самовисування)
- Стерлядов Павло Юрійович (самовисування)
- Кірієнко Оксана Вячеславівна (самовисування)

#### 2012
Кандидати-мажоритарники:
- Гриневецький Сергій Рафаїлович (Народна партія)
- Чекіта Геннадій Леонідович (самовисування)
- Усов Костянтин Глібович (Батьківщина)
- Кисса Петро Васильович (Комуністична партія України)
- Алайбов Віталій Васильович (самовисування)
- Наполова Людмила Олексіївна (самовисування)
- Матієнко Валерій Іванович (самовисування)
- Вєтров Олександр Олександрович (Україна — Вперед!)
- Козловська Лариса Олексіївна (самовисування)
- Хайкін Євгеній Ігоревич (самовисування)
- Кухар Оксана Вячеславівна (самовисування)
- Гарагуля Петро Вікторович (самовисування)
- Каптусарова Наталя Олександрівна (самовисування)

## Явка
Явка виборців на окрузі: